# Sagure
Sagure est une ville du centre de l'Éthiopie située dans la zone Arsi de la région Oromia. Elle est le chef-lieu du woreda Digeluna Tijo et compte 12 017 habitants en 2007.
Située vers 2 500 m d'altitude, Sagure est desservie par la route d'Adama à Asasa et se trouve 24 km au sud d'Assella.
Avec 12 017 habitants au recensement national de 2007, Sagure est la principale agglomération du woreda Digeluna Tijo.